# Microsoft Exchange Server
Microsoft Exchange Server est un groupware (logiciel de groupe de travail) pour serveur de messagerie électronique créé par Microsoft, pour concurrencer Lotus Domino d'IBM.
Microsoft Exchange est très utilisé dans les entreprises, 52 % du marché des plates-formes de messagerie et de collaboration d'entreprise en 2008. C'est un produit de la gamme des serveurs Microsoft, conçu pour la messagerie électronique, mais aussi pour la gestion d'agenda, de contacts et de tâches, qui assure le stockage des informations et permet des accès à partir de clients mobiles (Outlook Mobile Access, Exchange Active Server Sync) et de clients web (navigateurs tels que Internet Explorer, Mozilla Firefox, Safari).
Suivant la vague du cloud computing, Microsoft Exchange est, depuis 2009, disponible au travers d'une offre SaaS appelée Microsoft Online Services sous le nom d'Exchange Online. Cette offre a désormais été remplacée par Microsoft Office 365.

## Historique
Exchange 4.0 constitua les fondations du service d'annuaire Active Directory de Microsoft avec l'apparition du moteur ESE sur lequel cet annuaire compatible LDAP s'appuie. Jusqu'à la version 5.5, Exchange avait son propre annuaire. Depuis la version 2000 et l'apparition d'Active Directory (en 1999), Exchange n'a plus son propre moteur d'annuaire et a besoin d'Active Directory. Cette grande différence de fonctionnement entre ces versions explique les complexités que peut faire jaillir une migration de la version 5.5 aux versions ultérieures.
Versions de MS Exchange :
- 1996 - Exchange Server 4.0 ;
- 1997 - Exchange Server 5.0 ;
- 1997 - Exchange Server 5.5 (Standard Edition, Entreprise Edition) ;
- 2000 - Exchange Server 2000 (Standard Edition, Entreprise Edition) ;
- 2003 - Exchange Server 2003 (Standard Edition (limité à une base de données de 16Go), Entreprise Edition) ;
- 2007 - Exchange Server 2007 (32 (non recommandé en production) et 64 bits) ;
- 2009 - Exchange Server 2010 (64 bits) ;
- 2013 - Exchange Server 2013 (64 bits) ;
- 2016 - Exchange Server 2016 (64 bits) ;
- 2019 : Exchange Server 2019 (64 bits).

N.B : Exchange 2003 (Standard Edition) est inclus dans Microsoft Small Business Server afin de permettre aux petites et moyennes entreprises (moins de 75 utilisateurs) de s'équiper à moindre frais.
Exchange Server 2003 Service Pack 2 (SP2) apporte de nouvelles fonctions et améliorations à Exchange Server 2003 telle que la prise en charge de la mobilité et de l'hygiène des messages (anti spam via IMF Intelligent Message Filter). La technologie Exchange Direct push maintient une connexion ouverte entre l'appareil mobile sous Windows Mobile et le serveur.

## Les nouveautés d'Exchange 2019[2]
- Prise en charge de l'installation minimale ("Core") de Windows Server
- TLS 1.2 est le seul protocole pris en charge par Exchange Server 2019[3].
- Prise en charge matérielle améliorée (256 Go de mémoire et 48 cœurs d’UC).
- Prise en charge de la base de données Metacache, déjà utilisée dans Microsoft 365, ce qui permet d'améliorer les performances globales.

## Les nouveautés d'Exchange 2016[4]
- Conformité du protocole S/MIME à SHA-2 dans Outlook sur le web Nous avons mis à jour le certificat utilisé par le contrôle S/MIME dans Outlook sur le web. Le certificat est désormais conforme à l’algorithme SHA-2. Les utilisateurs qui ont téléchargé le contrôle à partir d’Exchange 2016 RTM devront à nouveau le télécharger après l’installation de la mise à jour cumulative 1.
- Langues supplémentaires pour Outlook sur le web Avec la mise à jour cumulative 1, nous ajoutons 17 nouvelles langues à Outlook sur le web.
- Amélioration du package de téléchargement Les versions d’Exchange 2016, à commencer par la mise à jour cumulative 1, se présentent désormais sous la forme de fichiers ISO au lieu d’un fichier EXE à extraction automatique. Le fichier ISO peut être monté directement dans Windows Server 2012 ou ultérieur. Si vous devez installer Exchange dans un réseau, vous pouvez créer un partage réseau à partir du lecteur ISO monté.

## Les nouveautés d'Exchange 2013[5]
- Disparition du rôle Edge (ajouté à nouveau depuis la version 2013 SP1[6])
- Fusion des rôles Transport et Mailbox
- Les Dossiers publics sont désormais stockés au sein de boites aux lettres dédiées
- Le Centre d'administration Exchange remplace l'Exchange Management console. La gestion se réalise désormais entièrement via une interface Web ou les nombreuses commandes PowerShell.

## Exchange Online
Exchange Online est la version hébergée d'Exchange 2016 comprise dans les suites Office 365.

## Les nouveautés d'Exchange 2007 / 2010

Logo d'Exchange 2010

- Exchange 2007 intègre son propre moteur SMTP
- Exchange 2007 doit être installé sur un OS 64 bits. Il existe une version 32 bits mais elle n’est pas supportée par Microsoft.
- L’installeur analyse l’OS et vérifie la présence de tous les prérequis.
- Prise en charge d’IPV6 (à désactiver si non utilisé)
- Dossiers publics facultatifs
- Messagerie unifiée (intégration avec solutions de VOIP)
- Mécanismes de Haute Disponibilité : sur Exchange 2007 : LCR, CCR, SCR, SCC (ancien système Exchange 2003). Sur Exchange 2010 : DAG (Database Availability Group)
- L’auto-discover (configuration automatique d’Outlook 2007)
- Les webservices (availability, oab, etc.)
- Nouveaux mécanismes de routage des mails (connecteur d’envoi / réception, domaines acceptés / distants, routage selon sites AD)
- 5 rôles Exchange 2007 au lieu de 2 sous Exchange 2003
- Nouveaux outils d’administration Exchange Management Console / Exchange Management Shell (intégration outils de diagnostic, séparation entre les administrateurs Windows et Exchange)

## Les 5 rôles d'Exchange 2007 / 2010

### MBX (Mailbox)
- Héberge boîtes aux lettres / dossiers publics
- Génération OAB / haute disponibilité CCR, SCC, LCR et SCR ou DAG
- Ne fait pas le transport de messages (l’envoi / réception d'email échue si pas de serveur transport HUB)
- Serveur membre du domaine

### HUB
- Catégorisation (résolution des destinataires) / conversion format de mails / routage des messages / règles de transport/ journalisation / taille maximum message envoyé et/ou reçu
- Anti-spam (désactivé par défaut)
- Serveur membre du domaine

### CAS (Client Access Server)
- Accès boîtes aux lettres via protocole NON MAPI[Quoi ?] (EAS, OWA, etc)
- Les services WEB (Auto-Discover) / Distribution OAB
- Serveur membre du domaine
- En Exchange 2010, les clients Outlook se connectent sur le serveur CAS pas sur le serveur MAILBOX

### EDGE
- Joue le rôle de relais SMTP
- Remise des messages Internet
- Antispam
- Analyse antivirus (nécessite une solution tierce)
- Serveur NON membre du domaine et dans la DMZ

### UM (Unified Messaging)
- Réponse aux appels
- Réception de télécopie
- Accès à ses mails à distance via Outlook Voice Access (consulter ses messages et son calendrier via module vocal, accepter ou annuler des demandes de rendez-vous)
- Machine membre du domaine
- Non supporté en machine virtuelle
- Nécessite IP-BPX / passerelle VoIP

## Installation

### Les prérequis AD / Windows
- Un serveur de Catalogue Global par site AD (obligatoire) où est installé un serveur Exchange.
- Maître de schéma et serveur de Catalogue Global : Windows 2003 SP1
- Mode de domaine : natif 2000 (pas de BDC NT4)
- Si topologie multi-forêt (forêt de ressource), nécessite relation d’approbation inter-forêt.
- Windows 2008 Server SP2 (nombreux bugs corrigés dont celui du service DNS)
- Nécessite PowerShell, RPC Over HTTP (CAS) et les services IIS pour CAS et MAILBOX

### Les prérequis Exchange
- Organisation Exchange en mode native (pas de serveur Exchange 5.5) / partitions NTFS
- PowerShell version 2.0 (Exchange 2010[7])
- Un CAS dans chaque site avec un Mailbox
- Un HUB dans chaque site avec un Mailbox ou UM
- Un Edge ne peut pas être installé avec d’autres rôles

### Lesmeilleures pratiques
- Laisser IPV6 sur Windows 2008 Server en automatique : Outlook Anywhere est incompatible avec Exchange 2007 Server[8],[9],[10].
- Désactiver le pare-feu / mise à jour automatique / partage de fichier simple et l’UAC.
- Activer Windows / voisinage réseau (en) (éventuellement)[11]
- Calibrer votre installation d’Exchange 2007[12]
- Exécuter les tâches de l’assistant de POST installation
- Remplacer les certificats
- Configurer de l’OAB / POSTMASTER / licence / connecteur d’envoie / création des dossiers publics.
- Toujours installer le dernier rollup d’Exchange 2007 (après validation sur maquette)[13]
- Exclure les répertoires Exchange de l’analyse temps réel de l’antivirus[14]
- Installer une solution de sauvegarde prenant en charge Exchange : ntbackup) a été remplacé par Windows Server Backup qui ne supporte pas Exchange 2007. Le SP2 d’Exchange 2007 intégrera un nouvel outil de sauvegarde qui permettra de sauvegarder uniquement tout un groupe de stockage (sauvegarde VSS, pas de module ESE)[15],[16].

## Migration
Il est possible de migrer d'une version d'Exchange vers une version supérieure via la mise à niveau du schéma Active Directory et l'installation de nouveaux serveurs dans l'organisation. Cependant ce type de migration est relativement complexe.
On peut rencontrer les problématiques suivantes par exemple quand l'on souhaite migrer d'Exchange 2003 vers Exchange 2007 :
- URL pour l'accès OWA
- Impossible de supprimer l'ancien serveur Exchange 2003
- Erreur lors installation Exchange 2007 SP1 dans un domaine Windows 2008 R2
- Boîtes aux lettres corrompues : plus de prise en charge des espaces et de @ dans le champ alias
- Plus de MAPI32.DLL, attention à vos applications métiers
- Quelques problèmes d'OAB
- Problèmes de doublons dans les calendriers

## Compatibilité
Windows Mobile intègre dès ses débuts Exchange via ActiveSync.
Mac OS X et iOS sont compatibles Exchange via ActiveSync.
Android est compatible Exchange via ActiveSync.
PALM puis HP sous WebOS sont complètement compatibles Exchange.
En 2008, Nokia intègre la compatibilité de ses mobiles avec ActiveSync.
Les mobiles récents[Quand ?] de marque Sony Ericsson sont également compatibles avec la technologie ActiveSync.
Les mobiles sous Windows Phone sont compatibles avec la technologie ActiveSync.

## Principaux produits concurrents
- Google Apps for Work
- OBM
- Blue Mind
- IceWarp
- Lotus Domino (IBM)
- Mail Server, Address Book Server, iCal Server et iChat Server (Apple)
- Novell GroupWise
- Oracle Communications Unified Communications Suite
- SOGo, qui offre une connectivité native (sans plugin côté client) avec Outlook par l'entremise d'OpenChange
- Zimbra (Telligent)